# Domenico Mogavero
Domenico Mogavero (Castelbuono, 31 marzo 1947) è un vescovo cattolico italiano, dal 29 luglio 2022 vescovo emerito di Mazara del Vallo.

## Biografia
È nato a Castelbuono, in provincia di Palermo e nella diocesi di Cefalù, il 31 marzo 1947.

### Ministero sacerdotale
Giurista di formazione, Domenico Mogavero ha seguito gli studi filosofici e teologici nel Seminario arcivescovile di Palermo. Il 12 luglio 1970 è stato ordinato sacerdote dal cardinale Francesco Carpino arcivescovo dell'arcidiocesi di Palermo. Ha conseguito il dottorato in diritto canonico presso la Pontificia Università Lateranense nel 1976. È stato professore straordinario di diritto canonico presso la Pontificia facoltà teologica di Sicilia "San Giovanni Evangelista" di Palermo dall'anno accademico 1987-1988 all'anno accademico 2000-2001; ma aveva già insegnato nella stessa fin dal 1981, anno della fondazione. È stato cultore di diritto canonico nella Facoltà di Giurisprudenza dell'Università di Palermo. Dall'anno scolastico 1979-1980 all'anno scolastico 1984-1985 ha svolto l'incarico di vice rettore del Seminario arcivescovile di Palermo. Nel 1983 ha fatto parte del gruppo di lavoro, incaricato dalla Conferenza Episcopale Italiana di redigere un regolamento degli studi teologici nei maggiori seminari italiani. Dall'anno accademico 1985/86 all'anno accademico 1992/93 ha svolto l'ufficio di vice preside nella Pontificia Facoltà Teologica di Sicilia "San Giovanni Evangelista" di Palermo. Dal giugno 1991 al febbraio 1992 ha fatto parte del gruppo di lavoro istituito presso la CEI per la redazione di un direttorio sul diaconato permanente. Dal 1993 al 1997 ha esercitato l'ufficio di vicario giudiziale aggiunto presso il Tribunale ecclesiastico regionale siciliano, dove dal 1975 al 1992 aveva esercitato l'ufficio di difensore del vincolo. Dal 1994 al 2001 è stato rettore della chiesa di Santa Maria della Catena. Nel 1995 è stato componente del gruppo di lavoro presso la Congregazione per il clero per la redazione dell'Instrumentum laboris in vista della Congregazione plenaria sul diaconato permanente, tenuta in Vaticano nel novembre 1995. Nel 1995 è stato nominato dal cardinale Camillo Ruini membro del Comitato della CEI per gli enti e i beni ecclesiastici e per la promozione del sostegno economico alla Chiesa Cattolica. Nel settembre 1997 è stato nominato condirettore dell'Ufficio Nazionale della CEI per i problemi giuridici. Il 27 dicembre 1997, con decreto del Presidente della Repubblica Oscar Luigi Scalfaro, è stato nominato commendatore dell'ordine al merito della Repubblica Italiana. Il 12 giugno 1999 è stato nominato canonico del Capitolo Metropolitano della Cattedrale di Palermo. Nel mese di agosto del 1999 è stato nominato cappellano di Sua Santità Papa Giovanni Paolo II. Il 15 settembre 1999 è stato nominato postulatore della causa di beatificazione di Don Giuseppe Puglisi. Nel settembre 1999 è stato nominato direttore dell'Ufficio nazionale della CEI per i problemi giuridici e nel maggio 2001 sottosegretario della stessa CEI, poi confermato nel maggio 2006 per un secondo quinquennio. Oltre alla pratica pastorale, è stato dal 1985 attivo presso i tribunali ecclesiastici ed in seguito presso l'Ufficio Nazionale per i Problemi Giuridici della CEI, di cui nel 1997 è divenuto direttore. Il 15 maggio 2001 è stato nominato sotto-segretario della CEI, succedendo a Giuseppe Betori.

### Ministero episcopale
Il 22 febbraio 2007 è stato nominato da Benedetto XVI vescovo di Mazara del Vallo, ricevendo la consacrazione episcopale nella cattedrale di Palermo il 24 marzo dello stesso anno, per l'imposizione delle mani del cardinale Camillo Ruini, coconsacranti l'arcivescovo Paolo Romeo (poi cardinale), arcivescovo di Palermo, e il cardinale Salvatore De Giorgi, arcivescovo emerito di Palermo. Ha fatto il suo ingresso in diocesi il 1º aprile 2007, domenica delle Palme.
La sua grande esperienza all'interno della CEI e, in particolare, degli uffici giuridici dell'Ente, ne ha però favorito il quasi immediato ritorno nei ranghi della Conferenza, con la nomina a Presidente del Consiglio per gli Affari Giuridici. La nomina è avvenuta il 29 marzo 2007, per coprire la vacanza creatasi dopo il trasferimento alla Curia romana di Francesco Coccopalmerio, divenuto presidente del Pontificio consiglio per i testi legislativi. Il vescovo Mogavero non ha comunque abbandonato l'esercizio del suo incarico pastorale, che ha svolto contemporaneamente all'incarico presso la CEI per oltre tre anni.

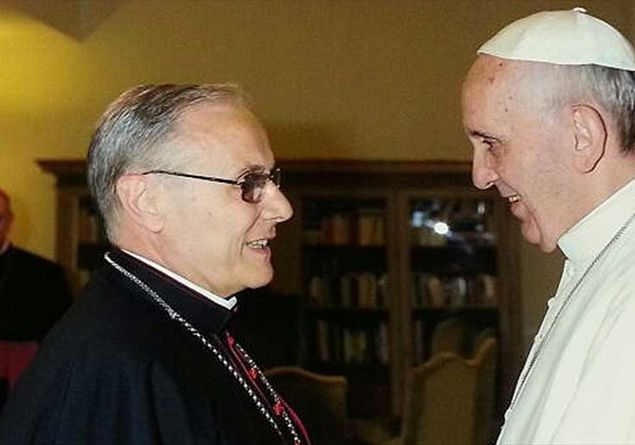
Papa Francesco e il Vescovo Domenico Mogavero durante la visita ad limina dei Vescovi Siciliani

All'interno della Conferenza Episcopale Siciliana è vescovo delegato per le migrazioni.
Nel mese di settembre 2010 è stato nominato membro della Commissione episcopale della CEI per le migrazioni.
Nel 2011 ha scritto la prefazione al libro Wojtyla segreto di Ferruccio Pinotti, una controbiografia critica di san Giovanni Paolo II.
Il 2 maggio 2011 è di nuovo balzato agli onori delle cronache per aver accettato dallo stilista Giorgio Armani la donazione di tre abiti liturgici.
Nello stesso anno scrive insieme a Giacomo Galeazzi il libro "La Chiesa che non tace" edito da Bur-Rizzoli.
Nel giugno 2011 è stato nominato dalla Santa Sede visitatore apostolico nella diocesi di Trapani, per condurre un'istruttoria i cui esiti sono stati raccolti in una relazione, poi consegnata direttamente a Benedetto XVI. Il vescovo di Trapani Francesco Miccichè è stato quindi destituito e confermata la sospensione dell'ex-economo diocesano, con provvedimenti presi il 19 maggio 2012.
Dal 18 ottobre 2015 al 1º giugno 2017 ha compiuto la sua prima visita pastorale alla diocesi di Mazara del Vallo.
Dal 1º novembre 2015 all'aprile 2017 ha tenuto una rubrica domenicale su Il Fatto Quotidiano.
Il 29 luglio 2022 papa Francesco ha accolto la sua rinuncia, presentata per raggiunti limiti di età, al governo pastorale della diocesi di Mazara del Vallo; gli è succeduto Angelo Giurdanella, fino ad allora vicario generale di Noto. È rimasto amministratore apostolico della diocesi fino all'ingresso del successore, avvenuto il 15 ottobre.

## Stemma
Nello stemma sono presenti:
- la Croce sul Calvario, di colore rosso, che simboleggia il sangue del martirio;
- la cetra, che indica la lode nei confronti di Dio;
- la Triscele, che rappresenta la Sicilia.

## Controversie giudiziarie
Nel giugno 2014 il settimanale Panorama pubblica un'inchiesta nella quale denuncia buchi e ammanchi nella diocesi mazarese per quasi sei milioni di euro, e per i quali Mogavero è stato ricevuto dal Papa. Mogavero, in una nota ufficiale, afferma che i bilanci della diocesi dell'ultimo quinquennio sarebbero stati verificati da un esperto.
Il 17 dicembre 2015 riceve un avviso di garanzia in quanto indagato dalla procura di Marsala per appropriazione indebita.
Un'ulteriore indagine giudiziaria viene promossa dalla procura di Marsala nel marzo del 2017, con l'accusa di truffa e abuso d'ufficio, insieme al suo predecessore, monsignor Calogero La Piana per i lavori di costruzione della chiesa di San Lorenzo a Mazara del Vallo.
Il 12 gennaio 2018 il tribunale di Marsala lo ha prosciolto perché i fatti non sussistono, e i giudici hanno chiesto l'archiviazione del caso.

## Prese di posizione
Come presidente del Consiglio per gli affari giuridici della CEI è intervenuto più volte lanciando moniti alla classe politica per richiamare l'attenzione su fatti immorali e vicende giudiziarie. In occasione delle polemiche sulle frequentazioni del presidente del Consiglio Silvio Berlusconi, ne ha suggerito le dimissioni «per il bene del paese». Simile suggerimento ha dato al direttore di Avvenire Dino Boffo, quando questi è stato attaccato dal quotidiano il Giornale. Il 28 novembre 2009 è intervenuto sul quotidiano il Fatto Quotidiano in merito a scottanti dichiarazioni dell'ex moglie del senatore trapanese Antonio D'Alì.
Il 7 marzo 2010, in seguito al decreto interpretativo emesso dal Governo Berlusconi per la riammissione delle liste elettorali del PdL nel Lazio, durante un'intervista su Radio Vaticana ha dichiarato: «Cambiare le regole del gioco mentre il gioco è in corso è un atto altamente scorretto. La democrazia è una realtà fragile che ha bisogno di essere sostenuta e accompagnata da norme, da regole, altrimenti non riusciamo più a orientarci». L'intervento, dai toni molto duri, non è stato però condiviso dalla Conferenza Episcopale Italiana, che ne ha preso le distanze. Il 27 settembre 2010 ha lasciato l'incarico di Presidente del Consiglio per gli Affari Giuridici della CEI, nel quale gli è subentrato l'allora vescovo ausiliare di Milano Mons. Carlo Redaelli.
Il 30 agosto 2010, in occasione della visita di Mu'ammar Gheddafi a Roma, essendo l'unico prelato invitato a prender parte a uno degli eventi col presidente libico, ha dichiarato di voler chiedere a quest'ultimo «notizie sui campi di detenzione in Libia», denunciando come preoccupante il silenzio su «ciò che accade ai disperati d'Africa arrestati dalla polizia libica» e aggiungendo di averne «già discusso col ministro Maroni. Non si può chiudere gli occhi di fronte a condizioni contrarie alla dignità umana. L'auspicio è che il confronto diretto con Gheddafi faccia riflettere tutti sulla politica dei respingimenti in mare dei migranti... nessuno sa quale destino attende gli extracomunitari quando vengono riportati in Libia». Infine Mogavero ha sottolineato che «visto che dall'Italia non ho avuto risposte lo chiederò direttamente a Gheddafi». Il giorno seguente, non essendogli stato permesso di avvicinare Gheddafi, il presule ha dichiarato che l'Italia «non ci ha fatto bella figura e di aver perciò «chiesto di poter andare in Libia a visitare i centri di accoglienza» di persona.
Il 21 marzo 2011, interpellato da Radio 24 sul bombardamento contro la Libia, ha affermato: "Non mi sentirei di essere decisamente ostile e contrario [all'attacco]. Una domanda di libertà non può essere liquidata in forma superficiale. C'è un popolo che chiede diverse condizioni di vita". Sulla crisi libica il presule è intervenuto di nuovo il 31 marzo 2011, durante un'intervista a Rai News 24 in cui ha analizzato il quadro diplomatico e l'eventuale risoluzione del conflitto, affermando che bisognerebbe "mettere in moto la diplomazia vaticana perché si arrivi ad una soluzione onorevole del conflitto, che in questo momento è in una fase di stallo ma che se dovesse giungere alla prevalenza dell'una o dell'altra delle due parti in campo potrebbe far prevalere la soluzione negoziale ponendosi come parte al di sopra delle parti".
Nel 2013, in qualità di vescovo di Mazara del Vallo, ha negato le esequie private (dopo che il questore aveva vietato quelle pubbliche) a Mariano Agate, ritenuto il capo della famiglia di Mazara del Vallo e del relativo mandamento, condannato all'ergastolo per la strage di Capaci.
Durante il dibattito in merito all'approvazione delle unioni civili per le coppie omosessuali si è dichiarato, unico vescovo italiano a farlo, favorevole alla legge Cirinnà affermando: "il legislatore civile non può far finta che non esistano le unioni gay e le coppie di fatto. Non hanno alcun fondamento le proteste dell'episcopato per le proposte di riconoscimento delle coppie gay: uno Stato laico non può fare scelte di tipo confessionale e la Chiesa non può interferire nella sfera delle leggi civili".
L'8 dicembre 2020 ha appoggiato una proposta proveniente da ambienti vicini ai familiari dei pescatori siciliani trattenuti dal generale Khalifa Belqasim Haftar in Libia che vorrebbero un intervento delle teste di cuoio italiane per liberare i pescatori.

## Genealogia episcopale
La genealogia episcopale è:
- Cardinale Scipione Rebiba
- Cardinale Giulio Antonio Santorio
- Cardinale Girolamo Bernerio O.P.
- Arcivescovo Galeazzo Sanvitale
- Cardinale Ludovico Ludovisi
- Cardinale Luigi Caetani
- Cardinale Ulderico Carpegna
- Cardinale Paluzzo Paluzzi Altieri Degli Albertoni
- Papa Benedetto XIII
- Papa Benedetto XIV
- Papa Clemente XIII
- Cardinale Bernardino Giraud
- Cardinale Alessandro Mattei
- Cardinale Pietro Francesco Galleffi
- Cardinale Giacomo Filippo Fransoni
- Cardinale Carlo Sacconi
- Cardinale Edward Henry Howard
- Cardinale Mariano Rampolla del Tindaro
- Cardinale Gennaro Granito Pignatelli di Belmonte
- Cardinale Pietro Boetto S.I.
- Cardinale Giuseppe Siri
- Cardinale Giacomo Lercaro
- Vescovo Gilberto Baroni
- Cardinale Camillo Ruini
- Vescovo Domenico Mogavero